# Colubrina glandulosa
Colubrina glandulosa là một loài thực vật có hoa trong họ Táo. Loài này được G.Perkins mô tả khoa học đầu tiên năm 1911.